# Tofaş S.K.
Tofas SK je košarkaški klub iz turskog grada Burse.

## Uspjesi
Kup Radivoja Koraća
- Finalist: 1997.

Tursko prvenstvo:
- Prvak: 1999., 2000.

Pobjednik turskog kupa: 1993., 1999., 2000.
Pobjednik turskog Kupa Predsjednika: 1999.

## Klupske legende
- Mehmet Okur
- David Rivers
- Jurij Zdovc